# British Rail
British Railways, sedermera British Rail (BR), var en statlig förvaltning, sedermera ett statligt företag, som ägde och trafikerade järnvägsnätet i England, Skottland och Wales mellan 1948 och 1997.

## Historia

### Förstatligandet
Efter andra världskriget förstatligades de fyra stora, av kriget mycket sargade, järnvägsbolagen Great Western Railway, London, Midland and Scottish Railway, London & North Eastern och Southern. British Railways antogs som handelsnamn för British Transport Commissions järnvägsdrift, som bildades 1 januari 1948.

### Privatisering
1993 beslutade den konservativa regeringen att BR skulle privatiseras och delas upp i olika bolag för trafik och spårhantering. Vid regeringens avgång 1997 hade BR inte kvar någon trafikuppgift. 2000 avskaffades också British Railways Board.
Även själva trafikeringen privatiserades och uppdelades på många privata företag. Persontrafikbolagen har bildat ett varumärke kallat National Rail, för biljetter och marknadsföring.
Själva banorna med dess installationer har tagits över av det statliga bolaget Network Rail.

## Myndighet
British Transport Commission ansvarade för transportfrågorna fram till dess nedläggning 1962 på järnvägssidan ersattes myndigheten av British Railways Board och det statliga bolaget British Railways. I slutet av 1960-talet började bolaget använda handelsnamnet British Rail.